# Casa Grande (Arizona)
Casa Grande város az USA Arizona államában. Lakosainak száma 53 658 fő (2020. április 1.).

## Népesség
A település népességének változása:

| 2010 | 48 571 |
| 2020 | 53 658 |